# Kerowagi
Okres Kerowagi je jeden ze šesti okresů provincie Chimbu v Papui Nové Guineji. Jeho hlavní město se jmenuje také Kerowagi a okres sám se administrativně dělí ještě na tři okrsky, Gena-Waugla, Kerowagi a Kup.
Leží v západní části provincie.